# Węglan dimetylu
Węglan dimetylu – organiczny związek chemiczny, ester metanolu i kwasu węglowego będący przezroczystą cieczą o charakterystycznym zapachu. Otrzymywany jest w reakcji metanolu z fosgenem, której produktami są węglan dimetylu i chlorowodór:
2CH
3OH + COCl
2 → (CH
3O)
2C=O + 2HCl
Wykorzystywany jest jako substrat w przemyśle farmaceutycznym, przy produkcji farb oraz agrochemikaliów. Jest łagodnym i nietoksycznym środkiem metylującym pochodne aniliny, fenolu i kwasy karboksylowe, reakcja wymaga jednak stosunkowo wysokiej temperatury (autoklaw) lub użycia silnie zasadowego DBU: